# August Fischer (orientalist)
August Fischer, född 14 februari 1865, död 14 februari 1949, var en tysk orientalist.
Fischer var professor i Leipzig 1900-30. Han företog 1898 och 1914 resor till Marocko och utgav Marockkanische Sprichwörter (1898), Zur Lautlehre des Marokkanisch-Arabischen (1917) samt Liederbuch eines markkanischen Sängers (1918). Bland Fischers övriga arbeten märks Biographien von Gewährsmännern des Ibn Ishâq (1889), Anthologie aus der neuzeitlichen türkischen Literatur (tillsammans med A. Muhieddin 1919) och ett stort antal språkvetenskapliga avhandlingar. Fischer utgav dessutom nya upplagor av Rudolf-Ernst  Brünnows Arabische Chrestomathie (1913 respektive 1927). Han instiftade 1924 tidskriften Islamica och var även dess första utgivare, från 1930 tillsammans med Erich  Bräunlich.